# Atletism la Jocurile Olimpice de vară din 2016 - Aruncarea discului (masculin)
Proba masculină de aruncare a discului de la Jocurile Olimpice de vară din 2016 a avut loc în perioada 12-13 august la Stadionul Olimpic.

## Formatul competiției
Fiecare atlet a avut dreptul la trei aruncări. Atleții care au trecut peste baremul de calificare s-au calificat direct în finală. Dacă se calificau mai puțin de 12 atleți, tabelul finalei se completa până se ajungea la 12. Pentru finală fiecare atlet a avut dreptul la trei aruncări, după care primii opt clasați au avut dreptul la încă trei aruncări. 

## Recorduri
Înaintea acestei competiții, recordurile mondiale și olimpice erau următoarele:
| Record           | Atlet                   | Rezultat | Loc                             | Data           |
| ---------------- | ----------------------- | -------- | ------------------------------- | -------------- |
| World record     | Jürgen Schult (RDG)     | 74,08 m  | Neubrandenburg, Germania de Est | 6 iunie 1986   |
| Recordul olimpic | Virgilijus Alekna (LTU) | 69,89 m  | Atena, Grecia                   | 23 august 2004 |

## Rezultate

### Calificări
Baremul de calificare: 65,50 m (C) sau printre primii 12 aruncători (c)
| Loc | Grupa | Nume                      | Țară                       | #1    | #2    | #3    | Rezultat    | Note      |
| --- | ----- | ------------------------- | -------------------------- | ----- | ----- | ----- | ----------- | --------- |
| 1   | A     | Piotr Małachowski         | Polonia                    | 64,69 | 65,89 |       | 65,89       | (C)       |
| 2   | A     | Lukas Weißhaidinger       | Austria                    | 63,43 | 65,86 |       | 65,.86      | (C), (PB) |
| 3   | B     | Christoph Harting         | Germania                   | x     | 64,49 | 65,41 | 65,41       | (c)       |
| 4   | A     | Andrius Gudžius           | Lituania                   | 59.50 | x     | 65,18 | 65,18       | (c), (SB) |
| 5   | A     | Gerd Kanter               | Estonia                    | 62,86 | 64,02 | x     | 64,02       | (c)       |
| 6   | B     | Mason Finley              | Statele Unite ale Americii | 61,52 | 62,55 | 63,68 | 63,68       | (c)       |
| 7   | B     | Axel Härstedt             | Suedia                     | 63,58 | x     | x     | 63,58       | (c)       |
| 8   | B     | Apostolos Parellis        | Cipru                      | 61,60 | 63,35 | 61,74 | 63,35       | (c)       |
| 9   | B     | Zoltán Kővágó             | Ungaria                    | 59,83 | 63,34 | 61,57 | 63,34       | (c)       |
| 10  | B     | Martin Kupper             | Estonia                    | 61,15 | 62,92 | x     | 62,92       | (c)       |
| 11  | A     | Daniel Jasinski           | Germania                   | x     | 62,83 | 61,30 | 62,83       | (c)       |
| 12  | B     | Philip Milanov            | Belgia                     | 62.68 | 62.59 | x     | 62.68       | (c)       |
| 13  | B     | Sven Martin Skagestad     | Norvegia                   | 59,69 | 62,45 | x     | 62,45       |           |
| 14  | A     | Daniel Ståhl              | Suedia                     | 60,78 | x     | 62,26 | 62,26       |           |
| 15  | B     | Robert Harting            | Germania                   | x     | x     | 62,21 | 62,21       |           |
| 16  | A     | Andrew Evans              | Statele Unite ale Americii | x     | 61,87 | x     | 61,87       |           |
| 17  | B     | Robert Urbanek            | Polonia                    | x     | 61,76 | 61,53 | 61,76       |           |
| 18  | B     | Mauricio Ortega           | Columbia                   | x     | 61,62 | x     | 61,62       |           |
| 19  | B     | Matthew Denny             | Australia                  | 60,78 | 61,16 | x     | 61,16       |           |
| 20  | A     | Benn Harradine            | Australia                  | 60,82 | 60,85 | 55,68 | 60,85       |           |
| 21  | B     | Guðni Valur Guðnason      | Islanda                    | 53,51 | 60,45 | 59,37 | 60,45       |           |
| 22  | A     | Jorge Fernández           | Cuba                       | 59,93 | 60,43 | 60,09 | 60,43       |           |
| 23  | A     | Mykyta Nesterenko         | Ucraina                    | 57,87 | 60,28 | 60,31 | 60,31       |           |
| 24  | B     | Ehsan Haddadi             | Iran                       | 57,86 | 59,92 | 60,15 | 60,15       |           |
| 25  | B     | Frank Casañas             | Spania                     | x     | 57,81 | 59,96 | 59,96       |           |
| 26  | A     | Tavis Bailey              | Statele Unite ale Americii | x     | 59,81 | 59,25 | 59,81       |           |
| 27  | A     | Lois Maikel Martínez      | Spania                     | x     | 59,42 | x     | 59,42       |           |
| 28  | B     | Vikas Gowda               | India                      | 57,59 | 58,99 | 58,70 | 58,99       |           |
| 29  | A     | Alex Rose                 | Samoa                      | 57,24 | 56,47 | 54,42 | 57,24       |           |
| 30  | A     | Mahmoud Samimi            | Iran                       | 56,94 | 55,43 | 56,07 | 56,94       |           |
| 31  | A     | Yevgeniy Labutov          | Kazahstan                  | 55,54 | 54,02 | 54,82 | 55,54       |           |
| 32  | B     | Oleksiy Semenov           | Ucraina                    | 54,69 | 54,59 | 55,35 | 55,35       |           |
| 33  | A     | Sultan Mubarak Al-Dawoodi | Arabia Saudită             | x     | 54,09 | 54,84 | 54,84       |           |
| 34  | A     | Fedrick Dacres            | Jamaica                    | x     | x     | 50,69 | 50,69       |           |
| 35  | B     | Danijel Furtula           | Muntenegru                 | x     | x     | x     | fără notare |           |

### Finala
| Loc | Nume                | Țară                       | #1    | #2    | #3    | #4                    | #5                    | #6                    | Rezultat | Note |
| --- | ------------------- | -------------------------- | ----- | ----- | ----- | --------------------- | --------------------- | --------------------- | -------- | ---- |
| 1   | Christoph Harting   | Germania                   | 62,38 | 66,34 | x     | x                     | 64,77                 | 68,37                 | 68,37    | (PB) |
| 2   | Piotr Małachowski   | Polonia                    | 67,32 | 67,06 | 67,55 | x                     | 65,51                 | 65,38                 | 67,55    |      |
| 3   | Daniel Jasinski     | Germania                   | 65,77 | 65,01 | 66,08 | 64,83                 | 63,31                 | 67,05                 | 67,05    |      |
| 4   | Martin Kupper       | Estonia                    | 64,47 | x     | 62,88 | x                     | x                     | 66,58                 | 66,58    |      |
| 5   | Gerd Kanter         | Estonia                    | 65,10 | 63,01 | 64,45 | 63,73                 | x                     | x                     | 65,10    |      |
| 6   | Lukas Weißhaidinger | Austria                    | 62,14 | 62,44 | 61,81 | x                     | x                     | 64,95                 | 64,95    |      |
| 7   | Zoltán Kővágó       | Ungaria                    | 64,50 | x     | 62,98 | x                     | x                     | x                     | 64,50    |      |
| 8   | Apostolos Parellis  | Cipru                      | 61,00 | 60,82 | 63,72 | x                     | 63,49                 | 62,37                 | 63,72    |      |
| 9   | Philip Milanov      | Belgia                     | 62,22 | x     | x     | nu a mers mai departe | nu a mers mai departe | nu a mers mai departe | 62,22    |      |
| 10  | Axel Härstedt       | Suedia                     | 54,77 | 62,12 | x     | nu a mers mai departe | nu a mers mai departe | nu a mers mai departe | 62,12    |      |
| 11  | Mason Finley        | Statele Unite ale Americii | 60,43 | x     | 62,05 | nu a mers mai departe | nu a mers mai departe | nu a mers mai departe | 62,05    |      |
| 12  | Andrius Gudžius     | Lituania                   | 60,66 | 58,89 | x     | nu a mers mai departe | nu a mers mai departe | nu a mers mai departe | 60,66    |      |

## Legendă
RA Record african | AM Record american | AS Record asiatic | RE Record european | OCRecord oceanic | RO Record olimpic | RM Record mondial | RN Record național | SA Record sud-american | RC Record al competiției | DNF Nu a terminat | DNS Nu a luat startul | DS Descalificare | EL Cea mai bună performanță europeană a anului | PB Record personal | SB Cea mai bună performanță a sezonului | WL Cea mai bună performanță mondială a anului